# GeneReviews
GeneReviews è un database online che contiene articoli peer-review standardizzati che descrivono specifiche malattie ereditarie. È stato fondato nel 1997 come GeneClinics da Roberta A. Pagon (Università di Washington) grazie ad un finanziamento dal National Institutes of Health. La sua attenzione è posta soprattutto sulle malattie monogeniche, fornendo informazioni aggiornate specifiche sulla diagnosi, sul trattamento e consulenza genetica. Il database viene pubblicato dal National Center for Biotechnology Information. Gli articoli vengono aggiornati ogni due o tre anni o, se necessario, più frequentemente ogni volta che si verificano cambiamenti significativi clinicamente rilevanti. Gli articoli sono ricercabili per autore, titolo, gene, nome della malattia o della proteina coinvolta, e sono disponibili gratuitamente.